# Fulica armillata
La focha de pico rojo, focha de ligas, gallareta ligas rojas, gallareta grande, tagua o tagua común (Fulica armillata) es una especie de ave gruiforme de la familia Rallidae que habita en Sudamérica. Ocupa Brasil, Paraguay, Uruguay, Argentina, Chile hasta Tierra del Fuego, islas Malvinas, Georgias del Sur y Sandwich del Sur. No se conocen subespecies.

## Características
El largo total de la especie es de 55 centímetros, siendo mayor que Fulica leucoptera. Coloración de la cabeza y cuello negruzca, resto del cuerpo también más aclarado, principalmente en la zona ventral. Doblez del ala y borde externo de las primarias blancos. Pico y escudete de coloración amarilla, pero hay una mancha roja que separa el pico del escudeta. Su nombre científico proviene de las franjas o ligas rojas en la tibia, sobre patas de coloración amarillentas oliváceas. No son visibles estas ligas rojas, dentro del agua fácilmente.

## Historia natural
Su hábitat son los ambientes acuáticos, lagos y lagunas, siendo buenas nadadoras y buceadoras, se alimentan de vegetación acuática. Viven en grupos aún con congéneres como focha aliblanca, de la que no resulta fácil de diferenciar, si no es posible ver la comisura roja del pico. Se refugian en la vegetación ante alarma. 
Nidifica en orillas de lagunas y lagos, entre la vegetación, construye un nido grande de juncos, pone de 4 a 7 huevos de color castaño claro salpicados con pintas rojizas, negruzcas. Los huevos tienen miden 56 mm. x 38 mm.
Esta especie como la focha frentirroja, es parasitada por el pato rinconero, el cual deposita sus huevos en el nido para que las gallaretas los incuben.